# Neustadt/Spree

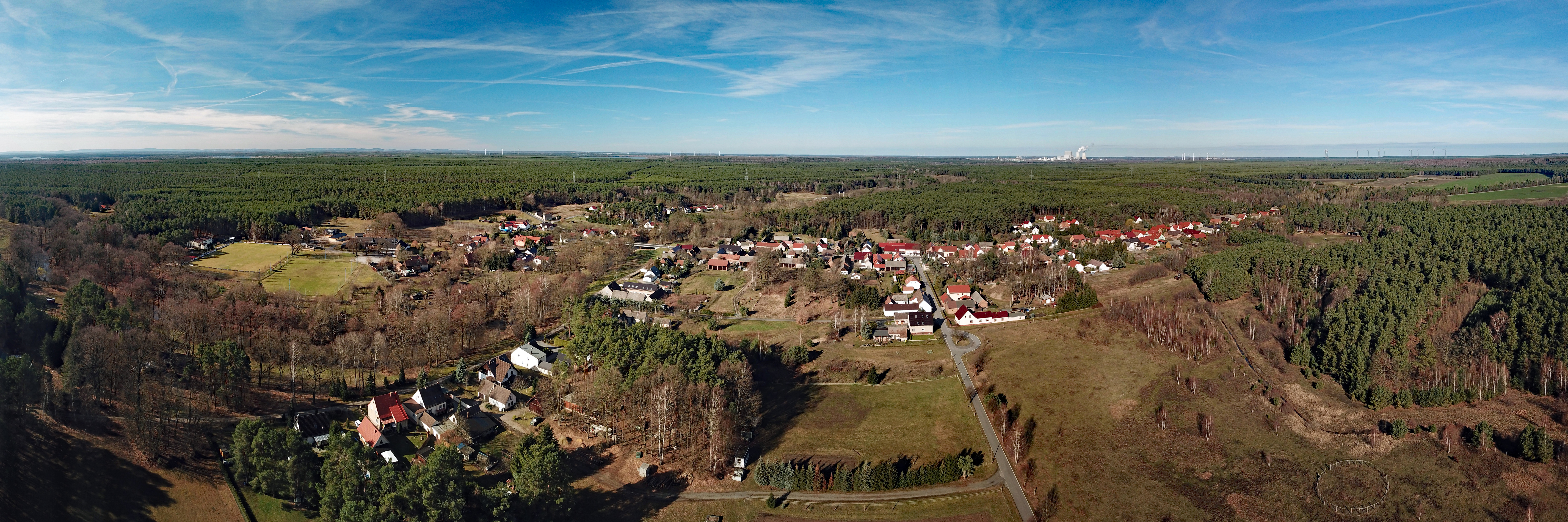
Luftbildpanorama

Das Dorf Neustadt/Spree (bis 2017 amtlich nur Neustadt), obersorbisch Nowe Město/Sprjewjaⓘ, ist mit rund 340 Einwohnern der größte Ortsteil der Gemeinde Spreetal im Landkreis Bautzen in Ostsachsen. Neustadt liegt im sorbischen Siedlungsgebiet in der Oberlausitz.

## Geographie
Neustadt liegt beidseitig der Spree am Rand der Neustädter Heide zwischen den Städten Spremberg im Nordwesten, Weißwasser/Oberlausitz im Osten und Hoyerswerda im Südwesten. Nördlich des Dorfes fließt die aus der Schleifer Region kommende Struga in die Spree.
Neustadt gliedert sich in fünf Ortsteile: das eigentliche Dorf (rechts der Spree), Neustädter Hammer (Hamor; links der Spree), Döschko (Daški; flussaufwärts links der Spree), Altmühle (Starik; nördlich des Bachs Struga und südlich des neu angelegten Struga-Flusses) und die Wüstung Luschken (Łužki).

## Geschichte

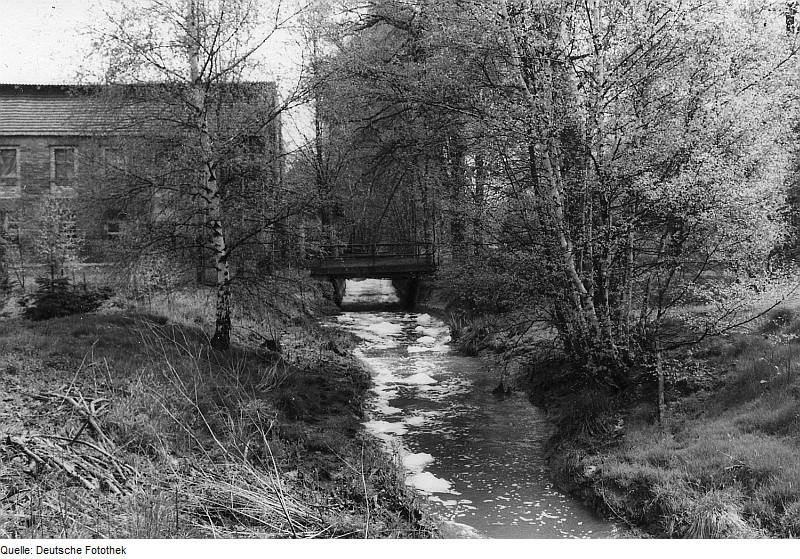
Ehemalige Spinnerei an der Struga

Neustadt wurde nachweislich im Jahr 1433 als „Nuwinstad“ in einem Gerichtsbuch der Stadt Bautzen erstmals erwähnt. Wahrscheinlich wurde der Ort bereits in der Zeit der deutschen Ostsiedlung gemeinsam von Deutschen und Sorben als Straßendorf rechts der Spree angelegt. Möglicherweise erfolgte die Ortsgründung auch durch die Standesherrschaft Muskau.
In einer Urkunde des Königs Ferdinand wurde es am 19. März 1544 an die Standesherrschaft Hoyerswerda übertragen. Seit dieser Zeit verläuft die Grenze der Standesherrschaften und später der Landkreise östlich des Dorfes. In Neustadt und Riegel betrieb Hoyerswerda seit 1550/1560 zwei neue Hammerwerke zur Bearbeitung des Raseneisenerzes. Beide Werke ersetzten das damals schon über 150 Jahre bestehenden einzige Hammerwerk in Nardt, das offenbar aufgegeben wurde. Der dreißigjährige Krieg brachte eine Zäsur in der Eisenproduktion in der Oberlausitz. Seit mindestens 1660 ist der Hammer wüst. Die Hoyerswerdaer Herren betrieben in Döschko und Hammer Vorwerke, die im Lauf der Zeit auf Grund ihrer abseitigen Lage geschleift und an die Neustädter Bauern verpachtet wurden.
Nach dem Prager Frieden fiel Neustadt mit der gesamten Lausitz an Sachsen; auf dem Wiener Kongress wurde beschlossen, dass der Teil der Oberlausitz, in dem auch Neustadt liegt, an Preußen abzutreten ist.
Lange Zeit verlief die Parochialgrenze entlang der Spree: Neustadt gehörte bis 1914 zum Kirchspiel Schleife, danach zum Kirchspiel Spreewitz, während der links der Spree entstandene Eisenhammer (Neustädter Hammer) schon immer zum Kirchspiel Spreewitz gehörte.
Am 1. Januar 1996 schlossen sich die Gemeinden Neustadt, Burghammer und Spreewitz zur Gemeinde Spreetal zusammen.
Zur besseren Unterscheidung von anderen Orten namens Neustadt wurde der amtlich nur mit Neustadt benannte Ort auch als Neustadt (Spree) bzw. Neustadt/Spree bezeichnet. Seit einem 2015 gestellten und 2017 stattgegebenen Antrag auf Umbenennung trägt das Dorf die Spree offiziell im Namen.

### Bevölkerungsentwicklung
| Jahr | Einwohner |
| ---- | --------- |
| 1568 | ca. 110   |
| 1744 | ca. 130   |
| 1777 | ca. 120   |
| 1818 | 156       |
| 1825 | 244       |
| 1840 | 217       |
| 1852 | 223       |
| 1864 | 340       |
| 1885 | 334       |
| 1905 | 314       |
| 1925 | 342       |
| 1939 | 383       |
| 1946 | 416       |
| 1950 | 436       |
| 1956 | 462       |
| 1964 | 458       |
| 1990 | 390       |
| 1995 | 403       |
| 2008 | 399       |

Im Jahr 1568 verfügte Neustadt über 21 besessene Mann und zwei Häusler. In seiner 1744 erschienenen Chronik der Stadt und Herrschaft Hoyerswerda führt Salomon Gottlob Frentzel für Neustadt „2 Richtergüter, 10 Diensthüfner, 1 Schencke, 7 Häusler, (6 wüste Häuser), ein Forsthaus, ein Forwerck und Schäferey“ auf. Döschko hatte zu dieser Zeit „zwei Güter und ehedessen ein herrschaftlich Forwerck“.  Neustadt und Döschko hatten 1777 zusammen 13 besessene Mann, drei Gärtner und 12 Häusler. Gegenüber 1568 ist damit die Anzahl der Wirtschaften zwar gestiegen, jedoch verringerte sich gleichzeitig der durchschnittliche Flächenbesitz.
Christian Konrad, von 1836 bis 1881 sorbischsprachiger Lehrer in Neustadt, schreibt in der „Chronik von Schule und Dorf Neustadt“ im Jahr 1864: „Die Seelenzahl von Neustadt, Hammer, und Luschken beläuft sich auf 340 – 64 Hausnummern.“ Später erfolgte durch ihn noch ein weiterer Hinweis: „Das Dorf Neustadt war noch bei meinem Einzuge nicht größer als von der Brücke der Spree bis zur Schule. Die nördlichen Häuser sind erst bis zur Altmühle meistens zu meiner Zeit gebaut.“ Die Schule befand sich etwa in der heutigen Dorfmitte.

### Sprache
Lange Zeit wurde in Neustadt hauptsächlich sorbisch gesprochen. Lehrer Konrad notierte 1869: „Die Muttersprache ist hier echt wendisch und wird auch meistens wendisch in der Schule gelesen und gelehrt. Es sind hier durchschnittlich jährlich 4 deutsche Kinder, die auch bald etwas wendisch verstehen.“ Gut 15 Jahre später hat Neustadt, nach Arnošt Mukas im Jahr 1885 herausgegebenen Statistik über die Oberlausitzer Sorben in Preußen, eine vollständig sorbische Bevölkerung.
Alfred Ender, der keine Sorbischkenntnisse hatte, und seit etwa 1900 Lehrer in Neustadt war, hatte bis 1908 „nicht ein einziges Kind deutscher Abkunft in [der] Schule“. Es kostete ihn einigen Erfindungsgeist, „damit nur wenigstens das Notwendigste erreicht wird.“
Weitere Lehrer notierten in der Schulchronik, dass „die Kinder, die Ostern [1914] eintreten, kein Wort deutsch [verstehen]“, und selbst im Jahr 1942 das Sorbische „in vielen Familien noch immer Umgangssprache ist“.
Zudem lag Neustadt im Berührungspunkt mehrerer sorbischer Dialekte: Der Schleifer Dialekt wurde in den (nord)östlichen Nachbarorten Mulkwitz und Mühlrose gesprochen, im südöstlich gelegenen Tzschelln wurde der Nochtener Dialekt gesprochen, südwestlich schließen sich die Orte um Weißkollm mit dem Bautzener Dialekt (obersorbische Standardsprache) an, in Burg wurde der Hoyerswerdaer Dialekt gesprochen und in den nördlichen Spreetaler Orten um Spreewitz war es ein niedersorbischer Dialekt. Siegfried Michalk untersuchte daher in den 1950ern den obersorbischen Dialekt von Neustadt und legte seine umfangreichen Ergebnisse 1962 im gleichnamigen Buch vor.
Laut Ernst Tschernik lag der sorbischsprachige Bevölkerungsanteil 1956 noch immer bei 77,5 %.

### Wappen
Der Gemeinderat rief 1992 zur Erstellung eines Wappens auf. Der Vorschlag des Heimatvereins Neustadt/Spree konnte sich dabei durchsetzen und wurde vom Regierungspräsidium Dresden genehmigt. Der gelbe Hintergrund symbolisiert den sandigen Boden, auf dem das Dorf erbaut wurde. Eichenlaub und Eicheln stehen für den Waldreichtum und die Ziegel für die seit über 150 Jahren vorhandene Ziegelproduktion. Die blauen Wellen stehen für die Spree, deren Kraft jahrhundertelang für Mühlen und durch den Eisenhammer genutzt wurde (durch das schwarze Wasserrad symbolisiert).
Das links abgebildete Wappen weicht vom genehmigten Wappen dahingehend ab, dass im unteren Teil die Wellen reduziert wurden, um Platz für die Jahreszahl der Ersterwähnung zu schaffen.

## Partnerschaften

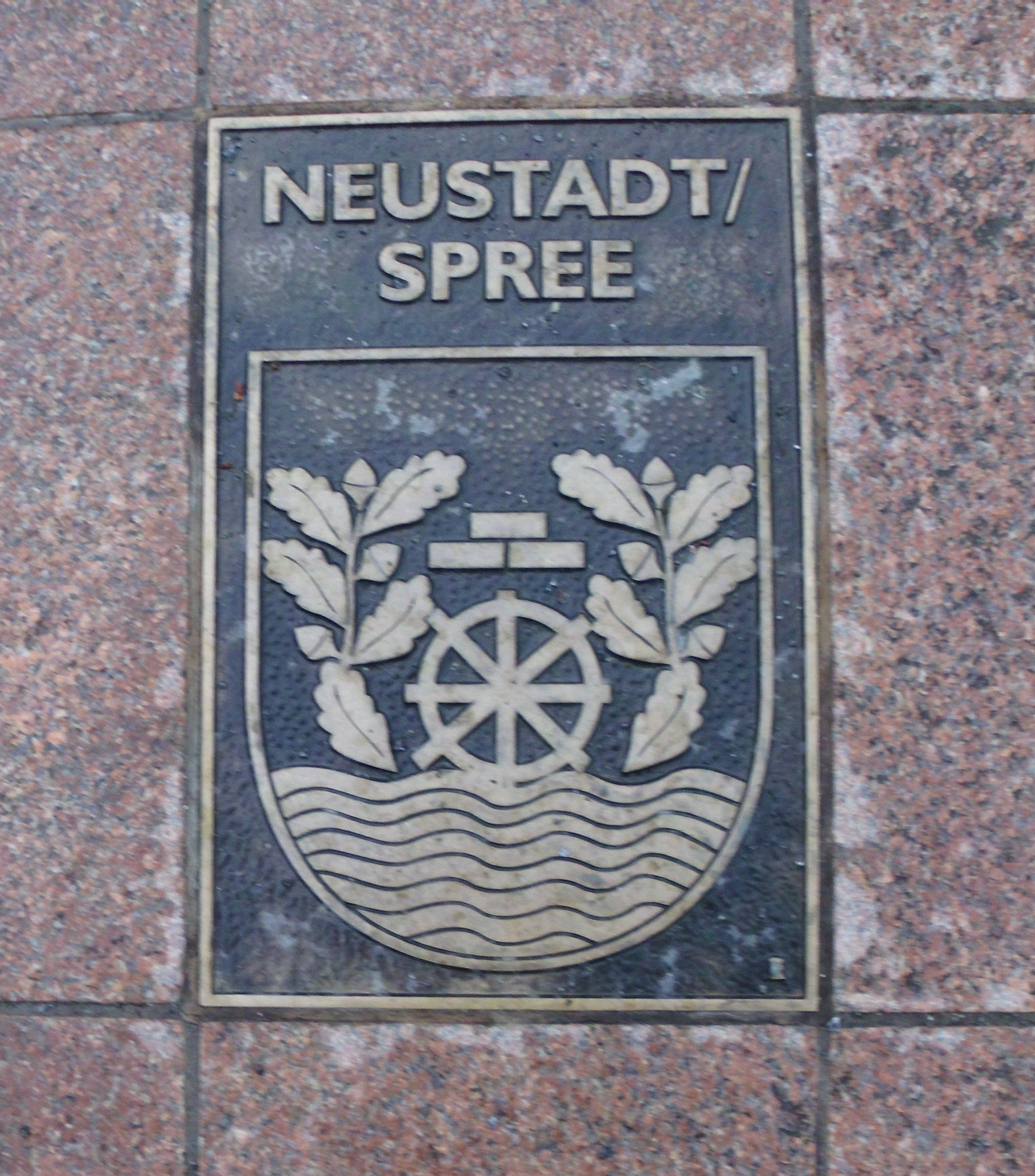
Eingelassenes Wappen in einer begehbaren Karte in Neustadt in Sachsen aus dem Jahr 2005 anlässlich des 27. Neustadttreffens

Neustadt ist das nach Bewohnern kleinste Mitglied der internationalen Arbeitsgemeinschaft Neustadt in Europa, der 36 Städte und Gemeinden mit dem Namen Neustadt in sechs europäischen Staaten (Deutschland, Österreich, Tschechische Republik, Slowakei, Polen und Niederlande) angehören. Im Sommer 2009 war Neustadt/Spree Ausrichter des 31. Neustadttreffens.

## Wirtschaft
Neustadt war ursprünglich ein von Heidebauern dominierter Ort. Die geringe Bodenfruchtbarkeit machte weitere Erwerbsquellen notwendig, wovon beispielsweise noch heute der Name des Dorfteils Hammer zeugt. Seit den 1840ern werden in Neustadt Ziegel gebrannt. Um 1880 wurde die kleine Ziegelei von Matthes Krautz erworben. Durch günstige Standortfaktoren konnte diese in der Folgezeit vergrößert und in ein Betonwerk umgewandelt werden. Um 1890 wurde an der flussaufwärts gelegenen Ruhlmühle eine Papierfabrik errichtet. Diese wurde nach 1945 in eine Holzschleiferei umgebaut und 1966 geschlossen. Die nahegelegenen Kraftwerke Boxberg, Schwarze Pumpe und Trattendorf sowie mehrere Tagebaue wurden in den nächsten Jahrzehnten wichtige Arbeitgeber. Das 1972 verstaatlichte Betonwerk wurde 1990 wieder in den Besitz der Familie Krautz übertragen und von dieser modernisiert.
Während früher auf jeder Spreeseite eine Schänke stand, hat Neustadt seit den 1990ern im Hammer zwei benachbarte Gastwirtschaften, die sich touristisch ausgerichtet haben.